# Zechariah Buck
Zechariah Buck (né le 9 septembre 1798 à Norwich, décédé le 5 août 1879 à Newport, Essex), est un organiste anglais.

## Biographie
Zecharia Buck est entré dans le chœur d'enfants de la Cathédrale de Norwich le 10 septembre 1807.
Il a d'abord reçu des leçons de John Christmas Beckwith et est devenu ensuite élève de John Charles Beckwith. À la mort de ce dernier, Zecharia Buck est rémunéré comme organiste et chef de chœur à la Cathédrale de Norwich (1819 - 1877),.
Il a eu plusieurs élèves, parmi lesquels Arthur Henry Mann, qui deviendra organiste au King's College à Cambridge.